# Mali Zalazi
Mali Zalazi (en serbe cyrillique : Мали Залази) est un village du sud-ouest du Monténégro, dans la municipalité de Kotor.

## Démographie

### Évolution historique de la population
| 1948 | 1953 | 1961 | 1971 | 1981 | 1991 | 2003 |
| ---- | ---- | ---- | ---- | ---- | ---- | ---- |
| 90   | 101  | 61   | 5    | 2    | 3    | 0    |